# Ceratagallia semiarida
Ceratagallia semiarida är en insektsart som beskrevs av Hamilton 1998. Ceratagallia semiarida ingår i släktet Ceratagallia och familjen dvärgstritar. Inga underarter finns listade i Catalogue of Life.